# Lucicutia ovaliformis
Lucicutia ovaliformis är en kräftdjursart som beskrevs av Brodsky 1950. Lucicutia ovaliformis ingår i släktet Lucicutia och familjen Lucicutiidae. Inga underarter finns listade i Catalogue of Life.